# Шиподзьоб смугастоволий
Шиподзьоб смугастоволий (Acanthiza lineata) — вид горобцеподібних птахів родини шиподзьобових (Acanthizidae). Ендемік Австралії.

## Опис
Довжина птаха становить 9-10 см, вага 7 г. Голова рудувато-коричнева, обличчя і горло кремове Верхня частина тіла тьмяно-жовто-оливкова, боки оливково-сірі, нижня частина тіла кремова з помітними чорними смужками. Виду не притаманний статевий диморфізм.
Представники підвиду A. l. alberti мають світліше і жовтіше забарвлення, голова в них оранжево-коричнева з помітними білими смужками, спина жовто-оливкова. Представники підвиду A. l. lineata меншого розміру, мають світліше і сіріше забарвлення. Представники підвиду A. l. whitei меншого розміру, їх забарвлення темніше і має сірий відтінок.

## Підвиди
Виділяють чотири підвиди:
- A. l. alberti Mathews, 1920 (південний схід Квінсленда);
- A. l. clelandi Mathews, 1912 (південний схід Австралії);
- A. l. lineata Gould, 1838 (південний схід Південної Австралії);
- A. l. whitei Mathews, 1912 (острів Кенгуру).

## Поширення і екологія
Смугастоволі шиподзьоби є ендеміками Австралії. Вони мешкають на східному і південно-східному узбережжі, в евкаліптових лісах.

## Раціон
Смугастоволі шиподзьоби харчуються комахами. Ловлять здобич вони в кронах дерев, серед листя. Часто під час харчування висять догори ногами. Смугастоволий шиподзьоб є запилювачем сонячних акацій Acacia terminalis.

## Розмноження
Поза сезоном розмноження смугастоволі шиподзьоби формують зграйки по 7-20 птахів. Сезон розмноження триває з кінця літа до зими. Виду притаманне групове піклування про пташенят: крім пари, що гнідзиться, в піклуванні беруть участь інші птахи.